# Challis, Idaho
Challis är administrativ huvudort i Custer County i Idaho. Orten har fått sitt namn efter lantmätaren A.P. Challis. Challis hade 1 081 invånare enligt 2010 års folkräkning.